# Vince Gerits
Vince Gerits (26 december 1997) is een Belgisch wielrenner die in 2023 prof werd bij Team Flanders-Baloise.

## Carrière
Gerits begon op zijn twintigste met wielrennen. In 2022 werd hij nationaal kampioen bij de eliterenners zonder contract. Daarnaast won hij dat seizoen meerdere overwinningen in het Belgische amateurcircuit. Zijn prestaties leverden hem een profcontract bij Sport Vlaanderen-Baloise op.
Zijn debuut voor de ploeg, die inmiddels was omgedoopt tot Team Flanders-Baloise, maakte Gerits op Mallorca, waar hij aan de start stond van drie van de vijf manches van de Challenge Mallorca. Hij reed in zijn eerste seizoen als prof vooral eendagskoersen in België. Het grootste deel van zijn wedstrijd reed Gerits echter niet uit. Sinds november van het jaar ervoor bleek hij te kampen met het piriformissyndroom.

## Ploegen
- 2022 –  Stageco Cycling Team
- 2023 –  Team Flanders-Baloise
- 2024 –  Team Flanders-Baloise
- 2025 –  Team Flanders-Baloise

Apers · Berckmoes · Bonneu · Braet · Claeys · Clynhens · Colman · De Pestel · De Vylder · De Wilde · Dens · Fretin · Gerits · Hesters · Maris · Van Hemelen · Van Poucke · Vandenbranden · Vanhoof · Verwilst
Bonneu · Claeys · Clynhens · Colman · Craps · De Vylder · De Wilde · Dejaegher · Dens · Deweirdt · Gerits · Hesters · Maris · Van Hemelen · Van Poucke · Vandenbranden · Vandenstorme · Vandevelde · Vanhoof · Vercouillie